# Ekonomická nerovnost

Giniho koeficient znározňuje nerovnost v bohatství mezi jednotlivci uvnitř jednotlivých zemí

Ekonomická nerovnost nebo příjmová nerovnost je míra nerovnosti v množství bohatství nebo v příjmu mezi jednotlivci v dané společnosti. Nerovnost lze posuzovat z mnoha různých hledisek. Mezi ty nejdůležitější patří nerovnost výsledků, kterou můžeme dále rozdělit na příjmovou nerovnost a nerovnost bohatství, a nerovné příležitosti. Nerovné příležitosti ve společnosti vedou k vyšší příjmové nerovnosti a naopak.
Ve svém základním principu je měřítkem chudoby, blahobytu i míry přerozdělení v rámci daňových či sociálních systémů. Dle některých zdrojů patří rostoucí ekonomická nerovnost k nejvážnějším sociálním, ekonomickým a politickým problémům současnosti.

## Příčiny

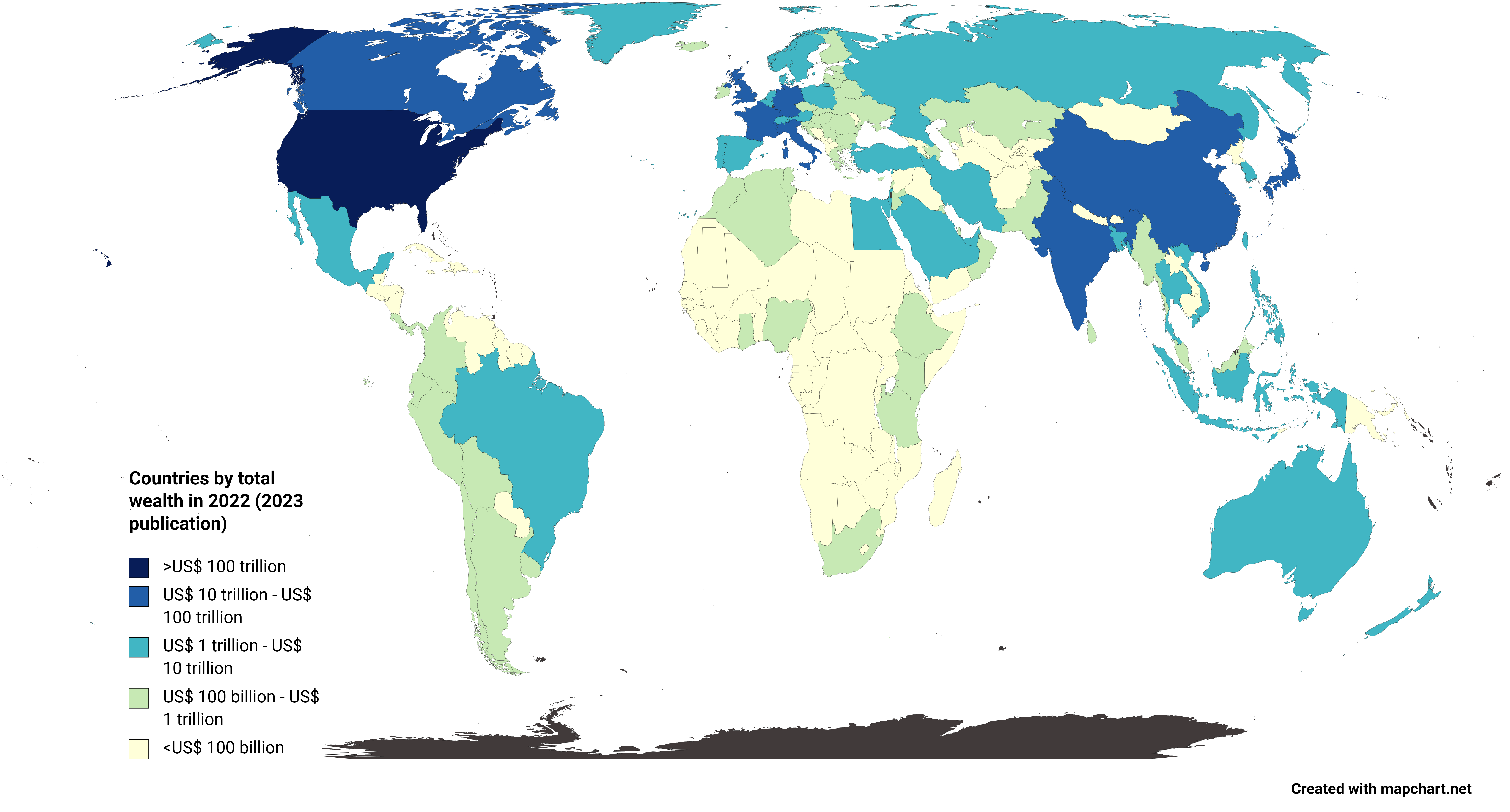
Země podle celkového bohatství (biliony USD)

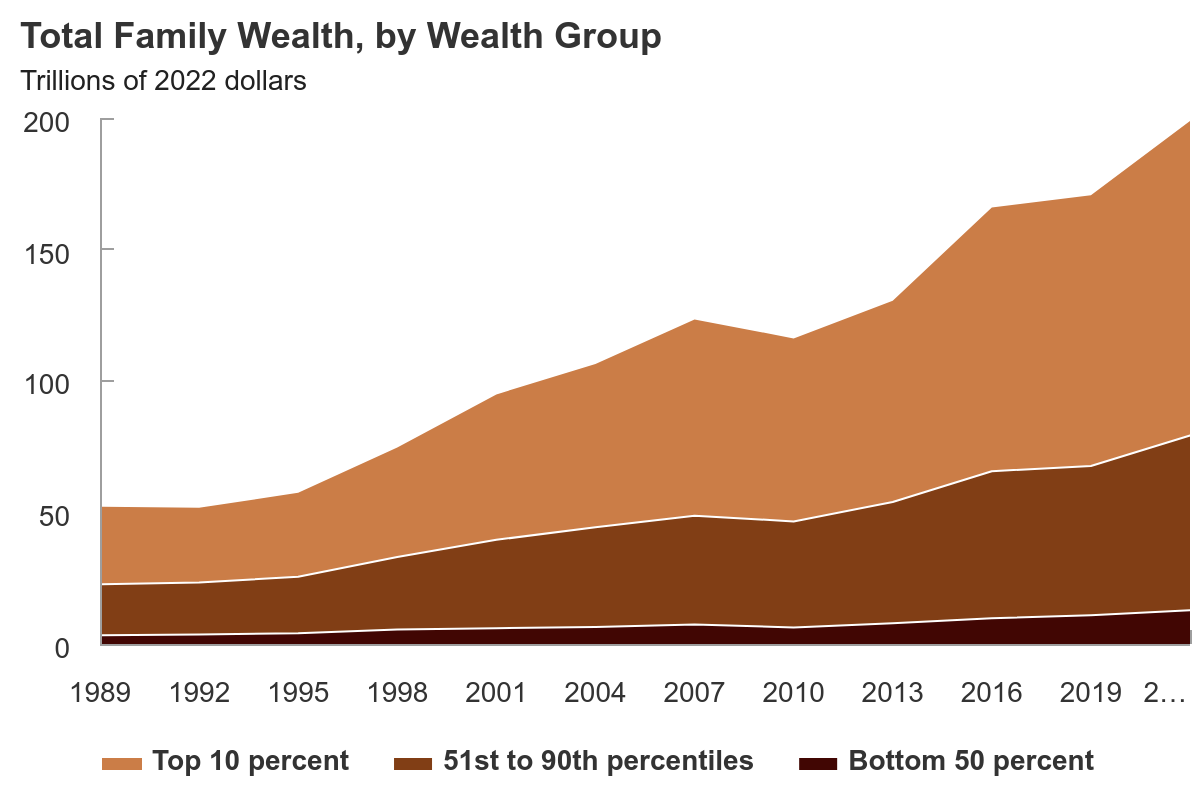
Rostoucí ekonomická nerovnost v USA v letech 1989–2013

Existují různé úhly pohledu na příčiny ekonomické nerovnosti. Dle Paula A. Samuelsona jsou příčiny, které způsobují ekonomickou nerovnost tyto:
- Schopnosti a dovednosti: Lidé se liší svými schopnosti, tyto diference vedou k různým pracovním dovednostem, a tudíž k různé výši platů a mezd. Diference ve schopnostech mohou být tělesné, povahové nebo duševní. Diference mohou být spojené s biologickým dědictvím, ekonomickým a sociálním prostředím.
- Intenzita práce: Diference vynaloženého úsilí lidí v jejich zaměstnání.
- Rozdíly v povolání: Část diference v povolání lze vysvětlit dobou odborné přípravy na povolání, typem práce, místem výkonu práce, odvětvím národního hospodářství.
- Rozdíly ve vzdělání: Diference, které odráží rozdíly v kvalitě pracujících.
- Pracovní diskriminace: Jedná se především o diskriminaci na základě pohlaví, věku, národnosti a náboženství.
- Dědictví, úspory a ochota přijímat riziko: Z těchto příčin vyplývá nerovnost v bohatství v domácnostech, kde vzniká kapitálová nerovnost a disproporce ve vlastnictví půdy.

### Další příčiny
Dle M. Lapáčka mají na příjmové nerovnosti ve státě podíl i další faktory, než jen a pouze výše uvedené příčiny. Navíc dle něj tyto faktory nikdy nepůsobí zcela izolovaně, ale pokaždé se rozvíjejí v oboustranné součinnosti. Některé z těchto negativních faktorů lze účinně ovlivnit státními intervencemi, u jiných je tato eventualita omezená, a to především u těch faktorů, které vznikají na základě působení tržních sil. Jedná se o tyto faktory:
- Rozdíly v příjmech ze závislé činnosti a rozdíly v příjmech z podnikání, které závisí na jednotlivých druzích činnosti
- Stav aktiv a majetku a s tím související dělení lidí ve společnosti na bohaté a chudé
- Fiskální nástroje státní politiky - např. daňový systém státu
- Uplatňovaná sociální politika státu
- Výše absolutně a relativně chápaného konceptu sociální chudoby
- Limity chudoby ve společnosti
- Disponibilní úspory v domácnostech.

Jak už bylo zmíněno, pojem „nerovnost“ je úzce spjat s pojmem „rovné příležitosti“. Například Richard Tawey ve své eseji píše, že všem lidem by mělo být „stejnou měrou umožněno naplno využít všeho, co vlastní.“
V novější ekonomické literatuře se determinanty ekonomických výsledků dělí do dvou skupin na základě práce Johna Roemera. První skupina je dána „okolnostmi“, tyto determinanty lidé nemohou ovlivnit (např. pohlaví, rodinné zázemí, rasa). Druhou skupinu tvoří „úsilí“, za tu nese každý člověk osobní odpovědnost. Rovnosti příležitostí lze dosáhnout pokud „okolnosti“ přestanou hrát roli a vše bude záviset na osobním „úsilí“. Individuální chování ale nyní samo o sobě nevysvětluje rozdíly.
I přes proklamaci rovnosti, lidé chtějí nerovnost tím, že chtějí výhody.

## Výpočet

Státy světa podle narovnaného indexu lidského rozvoje

Existuje několik způsobů, jak přistupovat k měření ekonomické nerovnosti. Nejčastěji se měří buď jako poměr mezi průměrným bohatstvím pětiny nejbohatších k průměrnému bohatství nejchudší pětiny obyvatel, anebo Giniho koeficientem, což je bezrozměrné číslo mezi 0 a 1. Někdy se místo pětin (kvintilů) užívají pro měření desetiny (decily). Mezi další způsoby měření například patří
1. Lorenzova křivka
2. Variační koeficient
3. Giniho index
4. Atkinsonův index nerovnosti[2][10]
5. Theilův index nesouladu[2][10]
6. Koeficient příjmové nerovnosti S80/S20

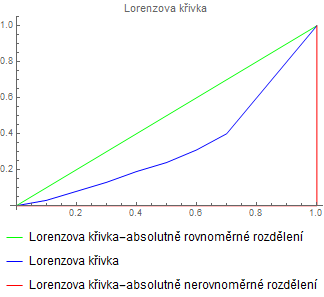

7. Koeficient příjmové nerovnosti S90/S10
8. Index Robina Hooda
9. Saezova-Pikettyho nerovnost (SPI)[11]

### Giniho index
Giniho index je jedna ze standardních charakteristik měřící příjmovou nerovnost. Je založen na Lorenzově křivce. Tento index můžeme interpretovat tak, že vyjadřuje nakolik se Lorenzova křivka liší od absolutně rovnoměrného rozdělení příjmů. Může nabývat hodnot 0 až 1. Přičemž hodnota 0 vyjadřuje dokonalou rovnost v rozdělení příjmů a 1 absolutní nerovnost příjmů. Giniho index můžeme obecně definovat jako{\displaystyle GI={\frac {A}{A+B^{\prime }}},}kde A je plocha mezi Lorenzovou křivkou pro absolutně rovnoměrné rozdělení příjmů a Lorenzovou křivkou a B je plocha pod Lorenzovou křivkou. Pokud položíme že Lorenzova křivka je určena jako funkce {\textstyle LC(x)} Poté lze B vyjádřit pomocí integrálu jako{\displaystyle B=\int \limits _{0}^{1}LC(x)dx.}Mimo Grafickou interpretaci lze Giniho index spočítat také pomocí vzorce{\displaystyle GI={\frac {\sum _{i=1}^{N}\sum _{j=1}^{N}\mid y_{i}-y_{j}\mid }{2N^{2}{\bar {y}}}},}což můžeme interpretovat jako průměr rozdílu příjmů {\displaystyle y} mezi všemi páry jednotlivců.
Giniho index je sledován také Světovou bankou.

### Palma ratio
Poměr Palma (anglicky Palma ratio) řeší citlivost Giniho indexu na změny v prostředních 50% a naopak necitlivost na změny vysoko a nízko. Tato metoda je pojmenována podle chilského ekonoma Gabriela Palmy, který si tvrdí, že příjmy střední třídy představují zhruba polovinu HDP, zatímco druhá polovina je rozdělena mezi nejbohatších 10% a nejchudších 40%, zatímco podíl těchto dvou je velmi rozdílný.
Palma ratio tedy měří podíl příjmů mezi nejbohatšími 10% a nejchudšími 40%.

### Atkinsonův index nerovnosti
Jedním z alternativních způsobů měření nerovnosti ve společnosti je Atkinsonův index nerovnosti. Poprvé byl popsán britským ekonomem Anthonym Atkinsonem. K vypočítání jeho hodnoty se nejdříve určí tzv. spravedlivý průměrný příjem (ye). Jeho definicí je „rovnoměrně rozdělený příjem ve skupině, který vytvoří stejnou úroveň blahobytu, jako stávající rozložení příjmů“. Ten se dá vypočítat následovně:
- yi odpovídá vyrovnanému příjmu i-té skupiny
- e je parametr averze lidí vůči nerovnosti
- n odpovídá počtu příjmových skupin

Parametr averze vůči nerovnosti vypovídá o míře tolerance společnosti k rovnostářství. Teoreticky může nabývat hodnost <0; ∞). Při hodnotě 0 je lidem nerovnost lhostejná, při hodnotě ∞ by se pak společnost zajímala pouze o jedince s nejnižším příjmem. Reálně nabývá ye hodnost přibližně v rozmezí intervalu <0,4;3>. Samotný Atkinsonův index se poté spočítá takto:
- µ odpovídá současnému průměrnému příjmu na osobu.

Atkinsonův index I může nabývat hodnot <0;1>. Čím více se budou blížit výše průměrnému příjmu ve skupině spravedlivému průměrného příjmu ve společnosti, tím více se bude I blížit nule, tím bude rozdělení příjmů rovnoměrnější, až, teoreticky, v bodě 0, naprosto rovnoměrné. Naopak na druhou stranu směrem k hodnotě 1 budou příjmy čím dál více nerovnější.

### Theilův index nesouladu
Další z možných ukazatelů příjmové nerovnosti ve společnosti. Je odvozen Pomocí tzv. entropie, což je míra nejistoty (chaos). Konkrétně tento index pracuje s Shannonovou entropií. Shannonova entropie je informační entropie definovaná jako míra neurčitosti ve zprávě. V souvislosti s příjmy je entropie dána vzorcem{\displaystyle S=-\sum _{k=1}^{N}{\frac {y_{i}}{\sum _{k=1}^{N}y_{i}}}\ln \left({\frac {y_{i}}{\sum _{k=1}^{N}y_{i}}}\right),}kde N je počet osob a {\displaystyle y_{i}} je příjem i-té osoby. Dále pro výpočet indexu potřebujeme znám maximální entropii, kterou lze vyjádřit jako {\textstyle S_{max}=\ln N}. Následně je Theilův index definován jako rozdíl maximální entropie A Shannonovy entropie daných dat. Což lze zapsat následujícím vzorcem.
{\displaystyle T={\frac {1}{N}}\sum _{i=1}^{N}({\frac {y_{i}}{\bar {y}}}\ln {\frac {y_{i}}{\bar {y}}}),}kde {\displaystyle {\bar {y}}} je průměrný příjem.
Theilův index T může nabývat hodnot <0;ln(n)>. Při hodnotě 0 (nulová nerovnost, absolutní rovnost) obdrží každý průměrný příjem, naopak pokud by T nabylo hodnoty přirozeného logaritmu (absolutní nerovnost), veškerý příjem by obdržela pouze jedna osoba. Index je tedy shora omezen hodnotou {\displaystyle \ln N}. Lze i znormalizovat a upravit tak aby nabýval hodnot od 0 do 1. Poté takto upravený vzorec nazýváme normovaný Theilův index a můžeme ho určit vzorcem
{\displaystyle NT={\frac {1}{N\ln N}}\sum _{i=1}^{N}({\frac {y_{i}}{\bar {y}}}\ln {\frac {y_{i}}{\bar {y}}}).}
Theilův index nesouladu se dá také dobře použít při rozdělení populace do několika podskupin (například krajů, případně jiných územních celků). Vzorec pro tento výpočet pak vypadá takto:
- yi je podíl příjmu podskupiny i na celkovém příjmu
- Ti je Theilův index pro podskupinu i
- n je počet podskupin
- xi je průměrný příjem v podskupině i
- x je průměrný příjem ve společnosti

Výpočet Theilova indexu v jeho prosté (nevážené) i vážené formě a také rozklad Theilova indexu na jeho vnitro-skupinovou a mezi-skupinovou složku je možno provést např. pomocí volně dostupné aplikace EasyStat

### Koeficient příjmové nerovnosti S80/S20
Je definován jako poměr objemu příjmů připadajících na 20 % osob s nejvyššími vyrovnanými příjmy ve společnosti (5. kvintil) k objemu příjmů připadajících na 20 % osob s nejnižšími vyrovnanými příjmy ve společnosti (1. kvintil). Výsledný koeficient vyjadřuje příjmy nejbohatší 20 % vrstvy obyvatelstva k poměru 20 % nejchudší vrstvy obyvatelstva, čím vyšší koeficient je, tím jsou vyšší příjmy nejbohatší vrstvy obyvatelstva.

### Decilový koeficient příjmové nerovnosti
Také nazývaný jako, decilový poměr rozptylu (anglicky: “Decile dispersion ratio”) je běžně používaným měřítkem pro hodnocení příjmové nebo spotřební nerovnosti. Například v USA činil v roce 2021 decilový poměr rozptylu 9,38, což znamená, že průměrný příjem 10 % nejbohatších byl 9,38krát vyšší než příjem 10 % nejnižších. V Německu byla stejná míra 7,24 a v Brazílii 13,09, což poukazuje na značné rozdíly v úrovni nerovnosti v jednotlivých zemích.
Navzdory své užitečnosti má míra decilového rozptylu svá omezení. Nezohledňuje rozdělení příjmů lidí mezi horními a dolními decily, což může mít také vliv na celkovou nerovnost. Navíc neposkytuje informace o rozdělení příjmů v rámci horních a dolních decilů, což by mohlo pomoci identifikovat specifické skupiny, které zažívají rozdílnou úroveň bohatství.
Celkově lze říci, že ačkoli je poměr decilového rozptylu jednoduchým a účinným způsobem měření nerovnosti, je důležité jej používat ve spojení s dalšími měřítky, aby bylo možné získat komplexní představu o rozdělení příjmů nebo spotřeby v populaci.

### Index Robina Hooda
Index Robina Hooda, označován také jako Hooverův index, je nejjednodušší metodou výpočtu nerovnosti. Jedná se podíl všech příjmů, které by musely být přerozdělovány, aby bylo dosaženo rovnoměrného rozdělení. Tedy, pokud je Hooverův index rovný nule, jedná se zcela rovnoměrné rozdělení a není potřeba přerozdělovat žádné zdroje. Naopak, pokud je Hooverův index 1, je potřeba přerozdělit 100% příjmu, který momentálně popírá pouze jedna rodina. Hooverův index se pohybuje mezi 0 a 1.

## Teorie lidského kapitálu
Definice lidského kapitálu podle OECD pojímá lidský kapitál jako znalosti, dovednosti, schopnosti a vlastnosti jedince, které usnadňují vytváření osobního, sociálního a ekonomického blaha.
Tuto teorii zpracoval druhé polovině 20. stolení americký ekonom Gary S. Becker. Ve svém díle Human capital, A Theoretical and empirical analysis with special reference to eduaction Becker tvrdí, že investicemi do lidského kapitálu, především investicemi do vzdělání, lze efektivně zvyšovat produktivitu a budoucí příjmy.
Jako každá teorie, ani tato není všeobecně přijímána bez kritiky. Teorie lidského kapitálu není jediným vysvětlením pozitivního vztahu mezi kvalifikací a příjmem. Ekonomové se shodují na pozitivní korelaci mezi těmito jevy, avšak i zde platí vědecká zásada: korelace neimplikuje kauzalitu. Tedy vyšší vzdělaní, schopnosti a dovednosti nemusí nutně znamenat vyšší hladinu příjmu.

## Ekonomická nerovnost v ČR

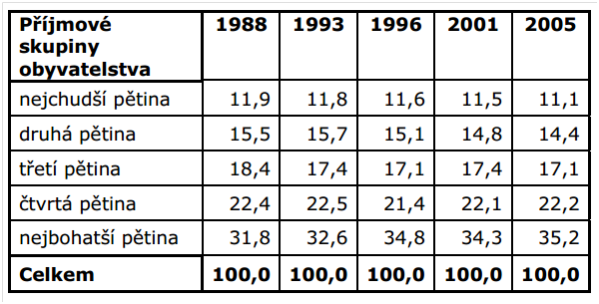
Příjmová nerovnost v České republice

Na příjmovou nerovnost v České republice měla zásadní vliv transformace ekonomiky v 90. letech 20. století z plánované ekonomiky na tržní ekonomiku. Po dlouhém období, kdy byl v socialistickém Československu uplatňován prakticky ve všech sférách princip nivelizace – včetně vyrovnávání mezd, příjmů a úspor, tak došlo ke zvýšení nerovnosti v příjmech.
Podle údajů Giniho index (Eurostat data 2019) patří ČR třetí příčka zemí s nejnižším indexem menší index má pouze Slovensko a Slovinsko. Tedy Česká republika je stále jedním ze státu s nejnižší nerovností příjmů. ČR má hodnotu tohoto indexu 24 k porovnání celoevropský průměr je 30,7.
Podle další metody měření nerovnosti příjmů kvantilovým podílem jehož statistiku poskytuje Eurostat (Eurostat data 2019). je ČR společně se Slovenskem zemí s nejmenším rozdílem příjmů dosahuje hodnoty 3,34, přičemž evropský průměr je 5,09.
Z těchto dvou ukazatelů a světové bilance Giniho indexu lze usoudit že ČR je i celosvětově jedním z příjmově nejvyrovnanějších států.

## Ekonomická nerovnost ve světě
Společnost lovců a sběračů byla rovnostářskou společností; ekonomická nerovnost se pak vyvíjela již od starověku. S velikostí měst roste i nerovnost v nich. Dle organizace Oxfam, v roce 2010 vlastnilo 388 jedinců stejné množství jmění jako chudší polovina světové populace. Tohle číslo kleslo na 85 osob v roce 2014 a v roce 2015 na 80 jedinců. V roce 2016 62 osob vlastnilo stejné množství bohatství jako nejchudší polovina obyvatelstva, tj. 3,6 miliardy lidí. Lidé přijímají existenci jednoho daného miliardáře než skupiny miliardářů. Evropa se drží stále jako jedna z oblastí světa s největší ekonomickou rovností zatímco největší ekonomickou nerovnost pozorujeme na středním východě. Podle dat ze světové banky se ve světě Giniho index pohybuje spíše kolem hodnot 35-45.

### Nerovnost mezi zeměmi
U zemí s různou sociální a hospodářskou strukturou můžeme pozorovat velmi odlišné rozdělení příjmů. Nejméně rovné rozdělení příjmů vykazují tržně orientované země (například Spojené státy). Naopak státy severní Evropy (tzv. státy blahobytu) mají nejmenší nerovnosti. Největší nerovnosti pozorujeme ve středně bohatých zemích, zejména v zemích Latinské Ameriky (Brazílie, Argentina).

### Ekonomická nerovnost od 17. století do současnosti
Dle 2022 World Inequality Report, zatímco nerovnost ve většině zemí světa vzrostla, v posledních dvou desetiletích se globální nerovnosti mezi zeměmi snížily. Rozdíl mezi průměrnými příjmy nejbohatších 10 % zemí a nejchudších 50 % zemí klesl z přibližně 50 na o něco méně než 40. Vypočítáno jako poměr T10/B50 – top 10 % zemí a posledních 50 % zemí.
Velký rozdíl vidíme v nerovnosti v hodinovém příjmu (produktivitě). Jeho nejzřetelnějším vysvětlením je nerovnost v kapitálových dotacích. To znamená, že pokud by nejchudší ekonomické skupiny na globální úrovni měly dostat dostatečné kapitálové investice, a to jak ve smyslu fyzického kapitálu (vybavení, stroje, infrastruktura atd.), tak lidského kapitálu (vzdělání, dovednosti, zdraví atd.), pak by se globální příjmová nerovnost ohromně zmenšila.

##### Roky 1750 - 1800
Evropské odlesňování spojené s přítomností snadno dostupných ložisek uhlí, zejména v Anglii, vedly Evropu k poměrně rychlému přechodu na jiné zdroje energie než dřevo a k vývoji odpovídajících technologií. Fiskální a vojenská kapacita evropských států, z velké části produkt jejich minulých rivalit, posílená technologickými a finančními inovacemi pramenícími z mezistátní konkurence, jim navíc umožnila organizovat mezinárodní dělbu práce a dodavatelské řetězce zvláště ziskovým způsobem. Vykořisťování půdy v Severní Americe, Západní Indii a Jižní Americe za použití otrocké práce přivezené z Afriky vyprodukovalo surovinu, která nejenže přinesla pěkné zisky kolonizátorům, ale také živila textilní továrny, které se rychle rozvíjely v období 1750- 1800. 

##### Roky 1800 - 1920
Období mezi lety 1800 a 1950 s ustavením západní dominance a koloniálních impérií vysvětluje do značné míry mimořádný nárůst nerovností mezi zeměmi v tomto období.
Ústřední byla role vojenské a koloniální nadvlády při účtování nárůstu globální nerovnosti v průběhu 19. století. Práce Svena Beckerta o „říši bavlny“ ukázala zásadní význam těžby otroků a produkce bavlny pro uchopení kontroly nad globálním textilním průmyslem Brity a dalšími Evropany. Polovina afrických otroků přepravených přes Atlantik v letech 1492 až 1882 se plavila v období 1780-1860 (zejména 1780-1820).
Mezi lety 1820 a 1910, ve stejné době, kdy zrychleným tempem rostla globální nerovnost mezi zeměmi, byla velmi vysoká také nerovnost uvnitř zemí a pomalu rostla. Na začátek výrazného poklesu příjmové a majetkové nerovnosti v západních zemích i v jiných částech světa si musíme počkat do první světové války. To, že nerovnosti uvnitř země zůstaly tak vysoké až do let 1910-1920, lze vysvětlit směsí ideologických a institucionálních faktorů.

#### Roky 1920 - současnost
Koloniální expanze Evropy dosáhla svého vrcholu mezi lety 1910 a 1950, zejména britské a francouzské impérium, které v letech 1919-1920 zdědilo pozůstatky Osmanské říše a německých kolonií. Z dlouhodobého hlediska 1. a 2. světová válka silně přispěla k oslabení evropských státních pravomocí, rozvoji silných hnutí za nezávislost a nakonec ke konci evropského kolonialismu v 50. až 60. letech 20. století. Mezi lety 1950 a 1980 se nerovnost mezi severem a jihem dále zvyšovala, nejprve proto, že to bylo období výjimečně rychlého růstu na severu, a dále proto, že trvalo několik desetiletí, než se nově nezávislé země dostaly z válek za nezávislost a občanských nepokojů, a navrhnout vhodné strategie rozvoje, které pak v některých případech vedly ke snížení nerovností mezi zeměmi v letech 1980 až 2020.
Nerovnosti uvnitř zemí začaly globálně znovu narůstat kolem let 1980-1990, po zániku státem řízeného socialismu v Číně a Rusku a konzervativní revoluci na Západě (vedlo k vážnému snížení progresivního zdanění, síly odborů a minimálních mezd, a historické přerušení vzestupu sociálního státu). Po finanční krizi v roce 2008 se neoliberální politiky stávaly stále méně atraktivními a zdá se, že nerovnost mezi zeměmi dosáhla plató. Je příliš brzy na to říci, zda pandemie v roce 2020 a rostoucí povědomí o ekologické krizi povedou v budoucnu k nové vlně státních zásahů a snižování nerovnosti.

#### Gini Index
Dle Giniho koeficientu, vzrostla globálni nerovnost z přibližně 0,6 v roce 1820 na přibližně 0,7 v roce 1910 a poté se mezi lety 1910 a 2020 ustálila kolem 0,7. Je příliš brzy na to říci, zda pokles globální Gini koeficient pozorovaný od roku 2000 bude pokračovat.

## Chudoba a nerovnost
Chudoba je vcelku relativní pojem, vyjadřuje podmínky, za kterých lidé nemají dostatečný příjem. Je ale velice těžká vytyčit hranici mezi tím, kdo je chudý a kdo ne. V 60. letech byla ve spojených státech chudoba oficiálně definována jako takový příjem, který nepostačuje k nákupu základních potravin, oblečení, přístřeší a ostatních nezbytných věcí. Podle této definice potřebovala čtyřčlenná rodina v roce 2008 na přežití $21.200. Tato suma vyjadřuje "hranici chudoby".
V 20. století můžeme ve Spojených státech pozorovat všechny fáze cyklického vývoje nerovnosti. Do 2. světové války zaznamenávali Spojené státy klesající nerovnost, poté do roku 1980 nastalo období stabilního poměru, ale v posledních 30 letech nerovnost roste. Příjmy nebohatších Američanů prudce rostly, zatímco příjmy chudých stagnovaly.

## COVID - 19 a ekonomická nerovnost
Hrozba COVID-19 – vysoce nakažlivého, někdy smrtelného viru – přiměla více lidí, aby si uvědomili ekonomické nerovnosti v naší společnosti.
- Existuje dědictví zneužívání a marginalizace latinskoamerických Američanů, černých Američanů a domorodých Američanů, přičemž všechny skupiny se infikují a umírají na virus v mnohem vyšší míře než lidé s bílou barvou pleti.[26]
- Dále nízká mzda, kterou dostávají pracovníci v náročných a nebezpečných zaměstnáních. Například: Zpracovatelé masa a jatečníci, kteří od května 2020 vydělávají průměrnou hodinovou mzdu 15,00 USD (31 210 USD ročně)[27], podle amerického úřadu pro statistiku práce, byli v práci neúměrně infikováni epidemiemi COVID-19.[28]
- Práce na dálku je příležitostí pouze pro lidi s určitými zdroji. Navíc přináší nečekané výzvy, které nebyly správně zvládnuty.[29]

Dne 19. března 2020 vydal Christopher Krebs, ředitel Agentury pro kybernetickou bezpečnost a bezpečnost infrastruktury Ministerstva vnitřní bezpečnosti USA, memorandum označující „pracovníky nezbytné kritické infrastruktury“ (z anglického essential critical infrastructure workers), běžně označované jako „nezbytné pracovníky“ (z anglického essential workers), jejichž pracovní místa jsou klíčová pro ochranu veřejné zdraví a bezpečnost a ekonomická a národní bezpečnost. „Odvětví, která podporují, reprezentují, ale nejsou nutně omezeny na lékařství a zdravotnictví, telekomunikace, systémy informačních technologií, obranu, potravinářství a zemědělství, dopravu a logistiku, energetiku, vodu a odpadní vody, vymáhání práva a veřejné práce,“ uvádí zpráva.Tento seznam není mandátem, ale poskytoval státům rady, kdo by měl nadále chodit do práce a kdo by měl zůstat doma, aby pomohl zabránit šíření nemoci. Cílem bylo „vyrovnat křivku“ (z anglického flatten the curve), abychom se vyhnuli zahlcení systému zdravotní péče tak, aby nemocní lidé nemohli dostat léčbu, která by jim mohla zachránit život. Sdělení také podporuje práci na dálku tam, kde je to možné, a poskytuje strategie ke snížení šíření nemocí mezi těmi, kteří nemohou pracovat na dálku.

## Emise a ekonomická nerovnost
Emise skleníkových plynů produkují v přepočtu na obyvatele více bohatší státy než chudší. Dokonce procento nejbohatších lidí produkuje emise jako nejchudší 2/3 lidí.

## Daňová nerovnost
"Za poslední desetiletí došlo v některých oblastech mezinárodní daňové spolupráce k pokroku: bylo učiněno více informací mezi zeměmi a kroky k boji proti nejagresivnějším formám daňové konkurence. Ambicióznější opatření – jako je minimální daň z nadnárodních zisků, nadnárodní daň pro velmi bohaté nebo globální uhlíková daň – však může trvat dlouho, než se zhmotní. V této souvislosti je užitečné ptát se, co mohou jednotlivé země jednostranně udělat a jak užitečné mohou být takové jednostranné iniciativy."

### Jednostranný vs. mnohostranný výběr daňových deficitů
Nadnárodní daňový deficit je definován jako rozdíl mezi tím, co nadnárodní společnost v současnosti platí na daních, a tím, co by musela platit, kdyby podléhala minimálnímu efektivnímu zdanění v každé zemi, kde působí. Země mohou vybírat nadnárodní daňové deficity, na úrovni mezinárodní daňové spolupráce až po jednostranné akce.
Jednou z alternativ jak snížit daňovou nerovnost je globální dohoda o minimální dani tohoto druhu. V tomto scénáři každá země EU vybírá daňový deficit svých vlastních nadnárodních společností. Pokud je například mezinárodně dohodnutá minimální sazba daně 25 % a německá společnost má efektivní daňovou sazbu 10 % ze zisků, které eviduje v Singapuru, Německo by pak na takové zisky uvalilo dodatečnou daň ve výši 15 %, aby dosáhlo efektivní sazba 25 %.
Další cestou ke snížení daňové nerovnosti je vytvoření globálního finančního registru. Mohlo by to umožnit regulačním agenturam, aby zkontrolovaly, zda daňoví poplatníci správně vykazují aktiva a kapitálové příjmy bez ohledu na jakékoli informace, které jsou offshore finanční instituce ochotny poskytnout daňovým úřadům. Mohlo by to také umožnit vládám uzavřít mezery v daňových zákonech pro korporace prosazením spravedlivého rozdělení daňových příjmů po celém světě pro korporace se stále složitějšími operacemi v zámoří. Globální finanční registr by také mohl sloužit jako informační základ pro vytvoření globální daně z bohatství. Zřízení takového registru by však neznamenalo, že by bylo vlastnictví majetku zveřejněno. Tyto informace mohou zůstat důvěrné stejně, jako jsou důvěrné údaje o aktuální dani z příjmu.